# Araguainha
Araguainha este un oraș în statul Mato Grosso (MT), Brazilia. 